# Roger Tolmer
 (mai 2025).
- Si vous ne connaissez pas le sujet, laissez ce bandeau (vous pouvez alors contacter les auteurs).
- Si vous supprimez le contenu mis en cause (vous pouvez préalablement contacter les auteurs),

argumentez précisément cette suppression dans la page de discussion
(un manque de référence n'est pas un argument ; une recherche réelle de référence doit avoir été effectuée, être formellement documentée).
Roger Tolmer (1er mars 1908 à Sotteville-lès-Rouen - 24 avril 1988 à Rouen) est un peintre et sculpteur français.

## Biographie

### Sa vie
Roger Tolmer est né le 1er mars 1908 à Sotteville-lès-Rouen. Il naît au début d’un siècle, une période qui connaît des bouleversements essentiels, la guerre les interrompra. Ces mutations sont par exemple : l’aviation et le cinéma. Dans l’art, les normes changent avec le symbolisme, le nabisme et le fauvisme.
Le symbolisme (1896) : est une réaction au naturalisme. Les symbolistes ne peignent pas fidèlement l'objet, contrairement aux naturalistes, mais recherchent une impression, une sensation, qui évoque un monde idéal et privilégient l'expression des états d'âmes. Les symboles permettent d'atteindre la réalité supérieure de la sensibilité.
Le nabisme (1888) : Les Nabis ont de grandes ambitions intellectuelles et spirituelles ; ils représentent un moment important où l'art français s'ouvre sur une grande créativité. Ils s'attachent dans leur pratique à retrouver le caractère « sacré » de la peinture et à provoquer un nouvel élan spirituel au moyen de l'Art.
Le fauvisme (1905) : c’est l’exaltation de la couleur pure et la simplification du dessin, le fauvisme constitue la première révolution artistique du XXe siècle.
Ces courants artistiques sont une rupture avec le romantisme de même pour la poésie, la littérature, la philosophie, la musique, etc.
Tolmer recevra dès son plus jeune âge une éducation religieuse, il va tous les dimanches de son enfance à la basilique de Bonsecours, cet édifice l’émerveille et échauffe ses talents de peintre. Le monde biblique nourrira son imagination. Ses lectures seront aussi des sources d’inspirations notamment la mythologie gréco-romaine.
Il passe ses vacances chez sa famille maternelle à Vittefleur, où il fait la connaissance d’une ancienne élève de Bonnard (Pierre Bonnard adhère au groupe artistique des Nabis). Cette rencontre sera déterminante dans la vie du jeune homme. La vieille fille essaie de lui faire entrevoir ce qu’est la création, elle dira à l’enfant, en enlevant ses verres de femme myope, « Mettez ces lunettes ». Il dira : « Je vois trouble ». Elle répondra : « Justement peignez comme vous venez de voir ». Il s’en souviendra toute sa vie.
Il s’inscrit à l’école des beaux-arts de Rouen pour devenir architecte et approfondir son penchant pour le dessin et la peinture. Déjà à l’époque, Tolmer aime flâner dans les galeries du musée des beaux-arts et contempler les œuvres de Poussin, de Géricault et de Delacroix.
En 1928, il a 20 ans, il s’engage dans l’armée pour deux ans. Il est affecté au Maroc et ce voyage, au cours duquel avec son compagnon d'armée Pierre Maurs qui restera son ami (celui-ci, futur galeriste, organisera en 1945 sa première exposition particulière parisienne) il part sur les traces d'Eugène Delacroix est un choc à la fois culturel, artistique et émotionnel qui le marquera à vie. Éric Lecœur confirme : « Tolmer reprend la technique utilisée par Eugène Delacroix. Il esquisse rapidement des éléments dont il souhaite garder trace et il annote à la mine de plomb ses aquarelles. Il trouve grâce à ce medium la légèreté, la transparence, la finesse et la rapidité du geste. Ce concert, Pierre Maurs et Roger Tolmer découvrent que la lumière et la couleur ne peuvent être dissociées. Nombreux sont les échanges entre eux sur le fond et sur la forme de l'expression artistique ». Tolmer rentre en 1930 en France et travaille dans un cabinet d’architecte.
En 1931, il expose pour la première fois ses œuvres au public. En 1932, il expose au gala des artistes rouennais et à la galerie Grindel à Rouen (natures mortes, paysages et vues de Rouen).
C’est à partir de là, que sa vie de peintre va réellement commencer. Il expose à Rouen mais aussi à Paris, à Lille puis, avec les années, aux États-Unis, en Pologne, au Danemark, au Luxembourg, en Iran, au Japon, à Saint-Marin, en Bulgarie…
Tolmer voyage à travers la France et à travers l’Europe (Italie, Espagne, Portugal…). Il rapportera, comme lors du voyage au Maroc, de multiples croquis et dessins, certains deviendront de magnifiques œuvres.
Il s'installe en 1958 au 8 rue du Pérou dans le quartier Jouvenet de Rouen et séjourne en 1961 en Allemagne dans la maison où le poète Rainer Maria Rilke vécut. La demeure a pris pour lui la dimension d’un sanctuaire et il s’imprègne de l’atmosphère de ferveur que connut le poète. La critique allemande est unanime à l’égard de l’œuvre de Tolmer, elle reconnaît en elle : « une légitimité et une nécessité intérieure ».
Tolmer rencontre et devient ami avec de nombreux artistes dont Georges Braque. Dans les années 1950, il lui rend visite dans son atelier de Varengeville-sur-Mer. Tolmer a une admiration profonde pour celui qu’il tient comme l’un des grands maîtres de sa génération. Braque lui dira : « Tout nous est donné, il suffit de ramasser un galet sur la plage pour trouver un accord. »

### Son œuvre
Tout au long de sa vie, Tolmer fera évoluer son œuvre. Son style lui est propre.
Il a dit qu’« une toile est réussie parce qu’elle est l’œuvre d’une réflexion où chaque volume occupe l’espace en fonction d’un autre, où toute nuance de coloration est le fruit d’un travail d’évaluation et de comparaison où le hasard parfois joue son rôle, aussi faut-il savoir en tirer parti ».
Tolmer s’asseyait devant son chevalet, à côté d’une palette et de brosses, en fond, de la musique comme les Quatuors de Beethoven, les Leçons de Ténèbres de Couperin, la Jeune Fille et la Mort de Schubert ou encore les Vêpres de la Vierge de Monteverdi et là, il attendait que l’inspiration s’empare de son esprit.
Roger Tolmer était un dessinateur, un coloriste dans ses toiles le spectateur ressent le rythme dans les traits, une violente émotion à la fois forte et à la fois douce dans le contraste comme la vie et la tempête. Ses principaux sujets sont la mythologie gréco-romaine, les récits bibliques, la nature, l’Homme et l’angoisse de l’Homme devant l’univers, la réflexion philosophique. 
Au début de sa carrière, Tolmer est le prisonnier inconditionnel de Delacroix. Mais il rompra avec le classicisme. Les derniers témoignages sont les fresques dans l’ancienne mairie de Canteleu en 1943. Dès lors, il rentra dans un univers plus décalé, qui l’entraînera à un réalisme teinté d’expressionnisme. Elle se caractérise par des toiles étonnamment sereines aux thèmes souvent empreints de religiosité avec lesquelles contrastent d’autres créations, révélatrices d’une certaine fougue et d’une certaine violence. L’ouvrage de Gérard de Nerval Aurélia qu’il illustre en 1945 témoigne de cette évolution. Il apparaît désormais que classicisme et modernisme peuvent se rejoindre dans une même unité. Cette tentative de conciliation est alors au centre de la problématique de Tolmer.
Ensuite, il entre dans sa période d’abstraction que l’on peut qualifier de géométrie où les volumes et les masses colorées scandent la toile. Jacques Villon lui apporte son soutien inconditionnel.
À Paris, il continue à participer à de nombreuses expositions et salons, il remporte des prix, l’État fait l’acquisition de ses œuvres. En 1954, à Rouen, lors d’une visite officielle, la municipalité offre au président René Coty une toile de l’artiste représentant un panorama de la ville. 
À partir de 1968-1972 lors des expositions à la galerie Suillerot, l’abstraction lyrique se fait ressentir dans son œuvre, mais peu à peu les sujets deviennent à nouveau identifiables. Son style s'affirme de façon définitive. Les personnages reviennent au centre de la toile et deviennent le thème principal comme Iktinos. Tolmer élabore une transparence dans l'œuvre, il éclaircit sa palette et utilise de plus en plus le blanc. L'effroi et l'anxiété sont devenus des thèmes majeurs du fait peut-être de son état de santé sans cesse plus grave. Errance nocturne traduit bien cette atmosphère inquiétante. Tolmer introduit dans l'image une part de mystère laissée à l'imagination du public. Si la figure humaine retrouve une place centrale, l'animalité est très présente, essentiellement oiseaux, chevaux et minotaures. Le Minotaure l'a particulièrement fasciné. Cet animal mythologique a nourri ses fantasmes faisant référence aux combats de taureaux dont il fut, autrefois, le spectateur, en Espagne.
Dans le récit de l'Apocalypse, Tolmer croit reconnaître les stigmates de notre époque. Il s'attaque à une toile gigantesque (5,19 m × 6,50 m) l'Apocalypse, composée dans sa partie centrale d'un triptyque et de deux volets latéraux. C'est une œuvre maîtresse, elle représente un travail considérable de dessins préparatoires et d'un glossaire de tous les symboles figurant dans le texte de saint Jean.
Il est à noter que la conception de l'ensemble dit l'Apocalypse a été conçu sous la forme d'un triptyque central et de deux panneaux latéraux autonomes, distincts et séparés de l'œuvre centrale. C'est lors de l'exposition de 1985 au musée des beaux-arts de Rouen que l'ensemble fut présenté de façon jointe à la suite d'une erreur de François Bergot, alors conservateur en chef du dit établissement. Les agencements muséographiques commandés aux ateliers menuiserie ne permettant plus de présenter l'œuvre telle qu'elle avait été conçue par l'artiste, cette dernière fut, faute de place, présentée sous sa forme actuelle. Cette question fut alors réglée par l'alternative suivante : ou l'Apocalypse était exposée telle que l'avait fait monter par erreur François Bergot, ou bien elle était retirée de l'exposition. Tolmer, considérant ce travail comme très important, accepta cette mise devant le fait accompli. Les photographies de l'artiste travaillant dans son atelier et l'accrochage de l'œuvre achevée dans l'atelier (lui aussi photographié) témoignent de la volonté initiale de l'artiste.
Lorsque le spectateur est face à cette toile, il peut remarquer l'admirable gestuelle et les motifs variés dont use Tolmer pour nous transporter dans son univers.
De 1985 à 1988, Tolmer dégage une nouvelle écriture. Celle-ci sera exposée dans son ultime exposition (fin 1987), galerie Chardin à Paris. C'est à cette occasion que Philippe Priol entre dans le cercle étroit des familiers du peintre. Tolmer se sait condamné, il n'a plus que quelques mois à vivre, et a besoin d'exprimer le plus profond de son être et de son âme. Ses dernières créations qui n'excèdent pas le 100 F. (Figure) sont plus vastes et plus intenses que toutes les autres. Il atteint son apogée.
Sa dernière série d'aquarelles, faites à l'atelier, reprend les grands thèmes déjà travaillés entre autres Astarté (devenue Gaia), Caïn et Abel, etc. Il trouvera avec plaisir une correspondance entre ces œuvres et les textes de Philippe Priol, ce qui le conduira à établir une correspondance entre les deux créations et à faire éditer en Suisse, chez Weber Ode à Gaia, livre qui sera publié de façon posthume par les soins de son épouse.
Tolmer meurt à Rouen le dimanche 24 avril 1988 en rentrant de l'atelier où il venait une ultime fois de travailler.

## Conservation

### Collections publiques

#### France

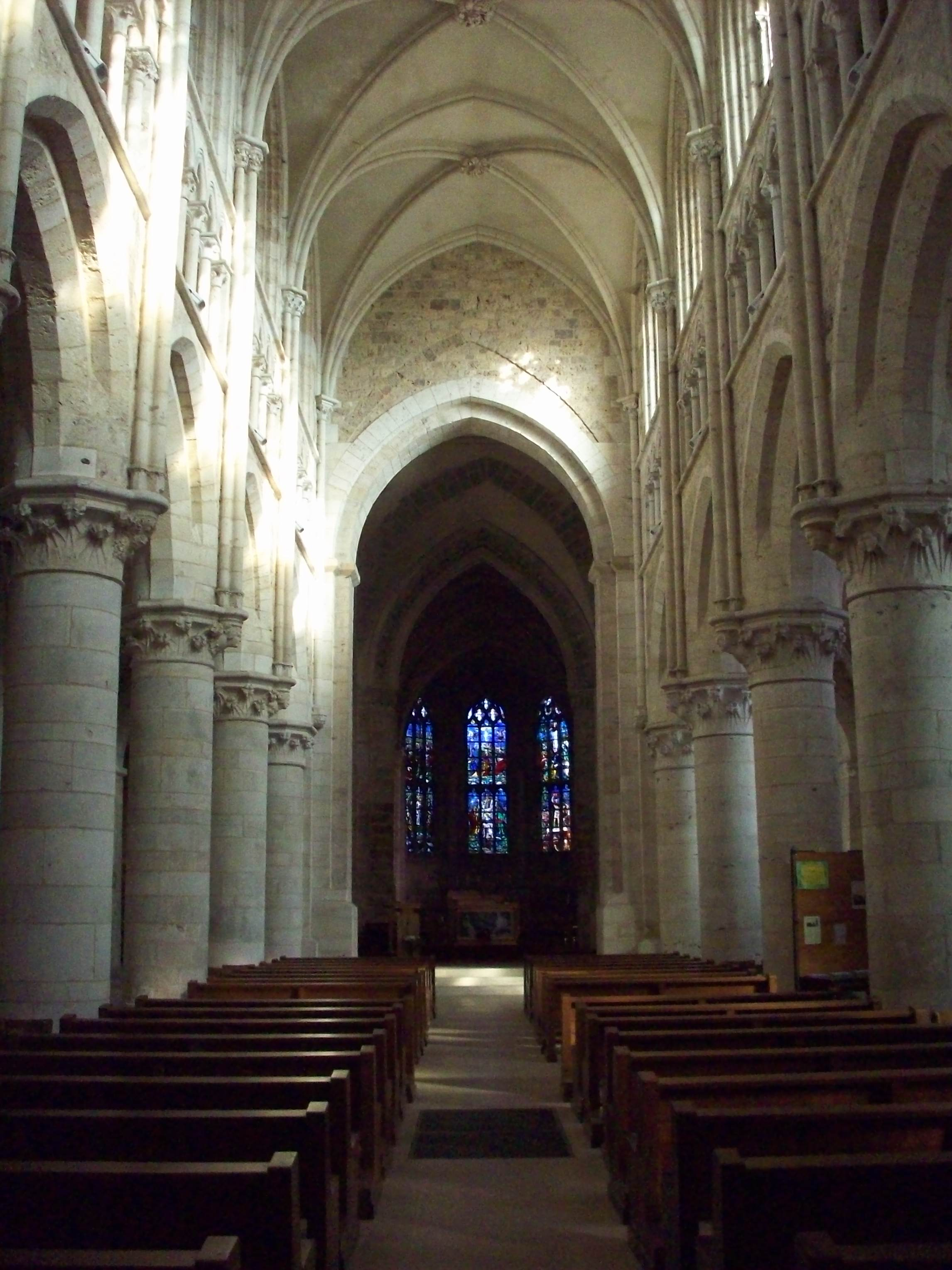
Collégiale Notre-Dame d'Auffay

- Collégiale Notre-Dame d'Auffay, peintures sur les deux faces du maître-autel[6].
- Musée des Beaux-Arts de Bordeaux, Femme au fauteuil, fusain rehaussé d'aquarelle 53x35,5cm, 1947[7].
- Musée-château de Dieppe[8].
- Centre d'art contemporain, Paris[8].
- Centre national des arts plastiques, Paris, Au milieu des ombres, huile sur toile 130x195cm, vers 1974 en dépôt au Secrétariat général de la Défense et de la Sécurité nationale)[9].
- Conseil départemental de Seine-Maritime, Rouen[8].
- Église Saint-Maclou de Rouen, donation Philippe Priol :
  - L'Apocalypse, peinture, triptyque.
  - Robe de Saint-François d'Assise, huile sur toile.
- Musée des Beaux-Arts de Rouen, vingt-sept œuvres[10] dont :
  - Le pèlerin, huile sur toile 138x78cm, 1952 (dépôt du Centre national des arts plastiques)[11].
  - Un grand éclat de mer, huile sur toile 196x130cm, 1967[12].
  - L'esprit de la terre, huile sur toile 130x195cm[13].
  - Les masques, huile sur toile, 1973[10].
  - Les eaux torrentielles, huile sur toile 162x130cm, 1982[14].
  - Ensemble d'œuvres, donation Huguette Tolmer[8].
- Fonds régional d'art contemporain de Haute-Normandie, Sottevile-lès-Rouen[8] :
  - Anneau de schiste, huile sur toile 162x130cm, vers 1976[15].
  - Le linceul, huile sur toile (diptyque) 195x260cm, vers 1986[16].

#### Royaume-Uni
- Imperial Health Charity Art Collection, Londres, Plage aux drapeaux, huile sur toile[17].

### Autres lieux publics en France[18]
- peintures dans l'ancienne mairie de Canteleu, Les travailleurs du port (circa 1940)[19].
- fresque de la halle aux Toiles à Rouen (circa 1960) et dans le hall d'entrée du stade Robert-Diochon au Petit-Quevilly (1964).
- céramique réalisée par le sculpteur Beck à l'école de Canteleu (1969).
- bas-relief au groupe scolaire René-Coty à Bihorel (1972).
- mur en béton blanc (1969) et fontaine monumentale en verre et béton à la Grand-Mare (Rouen) (1972).
- sculpture au collège Diderot au Petit-Quevilly (1973)[20].
- mobilier de l'église Saint-Jean L'Évangéliste à Canteleu (1973) et de la chapelle Saint-Paul à Déville-lès-Rouen (1976).
- peinture murale de l'école Jean-Cavaillès à Grand-Quevilly (1974)[21].
- peinture murale La musique et la vie, mur arrière de l'école de musique de Grand-Quevilly (1974)[21].
- mobilier et conception de la chapelle de la Centrale d'action catholique à Rouen (1974).
- quatre éléments de l'ancien parking de la gare routière de Rouen à l'école Ernest-Renan à Sotteville-lès-Rouen.
- mur peint à l'extérieur de la mairie de Grand-Quevilly.
- motif sur un pignon de l'immeuble Lorraine à Bihorel[22].

## Expositions

### Expositions personnelles

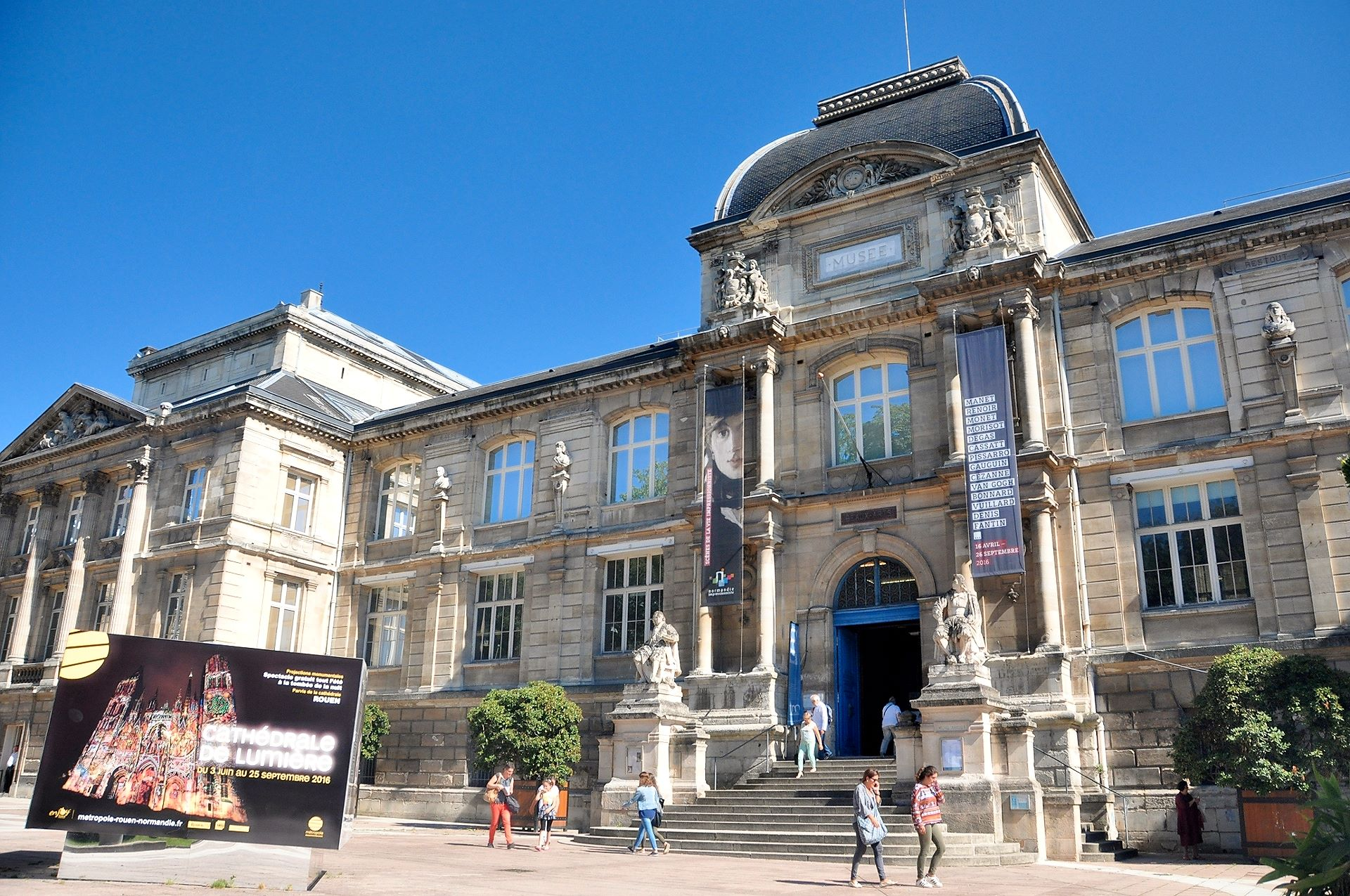
Musée des Beaux-Arts de Rouen, 1985, 2008

- Galerie Pierre Maurs, Paris, 1945.
- Galerie Sullerot, Paris, 1968, 1974[8].
- Tolmer, musée des Beaux-Arts de Rouen, octobre-décembre 1985.
- Roger Tolmer - Rétrospective, musée des Beaux-Arts de Rouen, 1er mars- 27 avril 2008[23].
- Centenaire de la naissance de Roger Tolmer - Œuvres d'inspiration mythologique, hôtel de ville de Sotteville-lès-Rouen, mars 2008[23].
- Le FRAC de Haute-Normandie présente le polyptyque "L'Apocalypse" de Roger Tolmer, médiathèque de Sotteville-lès-Rouen, mars 2008[23].
- Galerie Bertran, Rouen, novembre 2013.
- Galerie Saint-André, Rouen, octobre 2022.

### Expositions collectives
- Gala des artistes rouennais, Rouen, 1932.
- Galerie Charpentier, Paris, 1936[8].
- Salon d'automne, Paris, 1972 (sociétaire)[24], 1989 (hommage particulier à Roger Tolmer)[25].
- Première exposition internationale des arts de Téhéran, Centre des expositions internationales de Téhéran, décembre 1974 - janvier 1975[26].
- Un certain paysage - Jean-Pierre Bourquin, Olivier Debré, Denis Godefroy, Christian Sorg, Pierre Tal-Coat, Roger Tolmer, château de Dieppe, 1983.
- Le regard de l'autre - Dialogue entre les collections du FRAC Haute-Normandie et du musée des Beaux-Arts, musée des Beaux-Arts de Rouen, avril-septembre 2002[27].
- Exposition d'hiver - Collection d'un amateur collectionneur et mécène, des années 1940 à nos jours : Roger Tolmer, Marcel Cramoysan, Georges Mirianon, Franck Innocent, Gaston Sébire, Jean Dannet, Jean Bréant, Denis Godefroy, Tony Fritz-Vilars, Galerie Bertran, Rouen, janvier-mars 2012.
- Les Pléiades - Trente ans des FRAC, regard sur l'inventaire, vol.3 : acquisitions 1986-1987, FRAC Haute-Normandie, Sotteville-lès-Rouen, octobre-décembre 2013.
- Les petits maîtres et la Seine, de Rouen à l'estuaire (1830-1980), La Grange aux Dîmes, Ouistreham, juillet-septembre 2020[28].

## Réception critique
- « D'abord disciple de Paul Klee dans ses compositions d'une invention pleine de fantaisie, il oriente son style vers plus de gravité, vers une abstraction expressionniste et monumentale. » - Gérald Schurr[29]
- « Tolmer passe simultanément de la peinture de chevalet à l'art monumental : peintures murales, sculptures monumentales, fontaines, stabiles, à Rouen et dans la région. L'ensemble de son art tend à se simplifier, se dépouiller, s'orienter vers l'abstraction expressionniste. » - Dictionnaire Bénézit[25]
- « Les toiles de Tolmer forment un ensemble organique, le peintre ayant toujours gardé l'œil sur l'une en peignant l'autre, tissant à travers l'ensemble de son œuvre un univers qui donne une forte impression d'existence, en dépit de sa dimension fantastique. Chaque peinture, jusqu'à la plus échevelée, conforte l'évocation efficace de la chose vue, ou plutôt de l'instant vécu puisqu'on sait que la perception que Tolmer avait du monde devait finalement assez peu au visible. Mais si la vision est intérieure, le rapport à la nature n'en est que plus essentiel… La lumière est d'un autre monde, même si elle emprunte sans dote à chacun des territoires qui ont comté dans sa vie, de Varengeville-sur-Mer au Maroc, des pierres de la Sardaigne aux ombres de la Provence. La nature est paradoxale, sublime et inquiétante. » - Laurent Salomé[23]

### Bibliophilie
- Gérard de Nerval (ill. Roger Tolmer), Aurélia, Paris, au Moulin de Pen-Mur, 1945, 165 p., 950 exemplaires numérotés.
- Philippe Priol (ill. Roger Tolmer), Ode à Gaïa, Genève, Weber, 1989, 77 p..